# Pavel Ambros
Pavel Ambros (ur. 19 września 1955 r. w miejscowości Přílepy koło Kromieryża) – czeski ksiądz katolicki, jezuita, teolog, profesor wydziału teologicznego Uniwersytetu Palackiego w Ołomuńcu, autor prac z dziedziny teologii pastoralnej.

## Życiorys
W 1976 r. potajemnie wstąpił do zakonu jezuitów. W 1982 r. ukończył studia na wydziale teologicznym w Litomierzycach, następnie studiował na Papieskim Uniwersytecie Gregoriańskim w Rzymie (w Papieskim Instytucie Orientalnym), gdzie uzyskał doktorat w 1995 r. W latach 1992–1994 był ojcem duchownym papieskiego kolegium Nepomucenum. Następnie zaczął pracować na wydziale teologicznym uniwersytetu w Ołomuńcu, gdzie w 1997 r. uzyskał habilitację a w 2002 r. otrzymał stanowisko profesora teologii. W latach 1997–2003 był dziekanem tego wydziału.